# São Luís de Montes Belos
São Luís de Montes Belos, amtlich portugiesisch Município de São Luís de Montes Belos, ist eine brasilianische politische Gemeinde und Stadt im Bundesstaat Goiás. Sie liegt westsüdwestlich der brasilianischen Hauptstadt Brasília und 130 km westnordwestlich von Goiânia, der Hauptstadt des Bundesstaates. Die Bevölkerungszahl wurde zum 1. Juli 2019 auf 33.817 Einwohner geschätzt, die Monte-Belenser (monte-belenses) genannt werden und auf einer Gemeindefläche von rund 826 km² leben.
Weitere Ortschaften auf dem Gemeindegebiet sind Fronteira do Norte, Planura Verde, Rosalândia, Santo Antônio, São José do Morumbi, São Pedro und Silvolândia.

## Geographische Lage
Das Territorium von São Luís de Montes Belos grenzt
- von West bis Nordost an die Gemeinde Sanclerlândia
- im Nordosten an Adelândia
- im Osten an Anicuns und Turvânia
- im Südosten an Firminópolis
- im Südwesten an Aurilândia
- im Westen an Córrego do Ouro

## Klima
Die Stadt hat tropisches Klima, Aw nach der Klimaklassifikation nach Köppen und Geiger. Die Durchschnittstemperatur ist 24,3 °C. Die durchschnittliche Niederschlagsmenge liegt bei 1566 mm im Jahr.

## Söhne und Töchter
- José Roberto dos Reis (* 1977), römisch-katholischer Ordensgeistlicher, Weihbischof in Goiânia